# 備中高松站
備中高松站（日语：／ Bitchū-Takamatsu eki */?）是位於岡山縣岡山市北區高松136號，西日本旅客鐵道（JR西日本）的吉備線（桃太郎線）車站。車站編號為JR-U06。

## 概要
車站名稱取自當地的城堡名稱。
為了運送新年初拜乘客前往最上稻荷，在每年12月31日和1月1日設有臨時列車班次，以此站作為終點站。在中國鐵道時代的1911年（明治44年）至1944年（昭和19年）之間，曾經設有連接此站至位於最上稻荷門前的稻荷山站之間，名為稻荷山線（2.4公里）。
在日間時段設有於此站折番往岡山方向的列車班次。
在ICOCA使用記錄中，此站會表記為「備高松」。

## 歷史
- 1904年（明治37年）11月15日 - 中國鐵道（日语：中鉄バス）吉備線開通，此站啟用。當時車站名為稻荷站。
  - 當時車站地址是岡山縣吉備郡高松村（日语：高松地域 (岡山市)）高松。
- 1911年（明治44年）5月1日 - 中國鐵道稻荷山線開通，成為轉乘車站。
- 1915年（大正4年）11月10日 - 隨著實施町制，車站地址變為岡山縣吉備郡高松町（日语：高松地域 (岡山市)）高松。
- 1931年（昭和6年）2月9日 - 車站改名為備中高松站。
- 1944年（昭和19年）
  - 1月10日 - 中國鐵道稻荷山線暫停營業。
  - 6月1日 - 中國鐵道的鐵路部門被國有化，成為國有鐵道吉備線車站。同時稻荷山線正式廢止。
- 1955年（昭和30年）1月1日 - 隨著高松町（第二次）成立，車站地址變為岡山縣吉備郡高松町高松。
- 1971年（昭和46年）1月8日 - 隨著高松町編入至岡山市，車站地址變為岡山縣岡山市高松。
- 1987年（昭和62年）4月1日 - 伴隨國鐵分割民營化，車站由西日本旅客鐵道（JR西日本）營運。
- 2007年（平成19年）
  - 2月15日 - 綠色窗口開始營業。
  - 7月12日 - 設置可支援ICOCA的簡易型自動閘機。
  - 9月1日 - 此站可使用IC卡「ICOCA」。
- 2009年（平成21年）4月1日 - 隨著岡山市成為政令指定都市，車站地址變為岡山縣岡山市北區高松。

## 車站構造
車站是一座地面車站，設有2面2線的相對式月台，可進行列車交會。車站大樓是一座混凝土建築物。兩月台設有跨線橋連接。大樓位於2號月台側，對面為1號月台。在1號月台側設有為新年初拜客而設的臨時出入口。
此站是由岡山站管理的業務委託車站，委托了JR西日本岡山Maintec負責車站業務。在2007年（平成19年）2月15日，綠色窗口開始營業。此站可使用ICOCA與其可互相使用的IC卡。在2007年（平成19年）7月起，此站設置了簡易型自動閘機。同時，車站職員進行收集車票（在櫃口營業時間外，乘客需把車票投入至閘機旁的收集箱）。此站設有自動售票機。

### 月台
| 月台 | 路線     | 上下行 | 方向     | 備註                          |
| ---- | -------- | ------ | -------- | ----------------------------- |
| 1    | 桃太郎線 | 上行   | 岡山方向 | 從此站出發的列車使用1號月台。 |
| 2    | 桃太郎線 | 下行   | 總社方向 |                               |

- 在上述的路線名稱中，採用了乘客資訊上稱呼的（愛稱）名字。

## 車站周邊

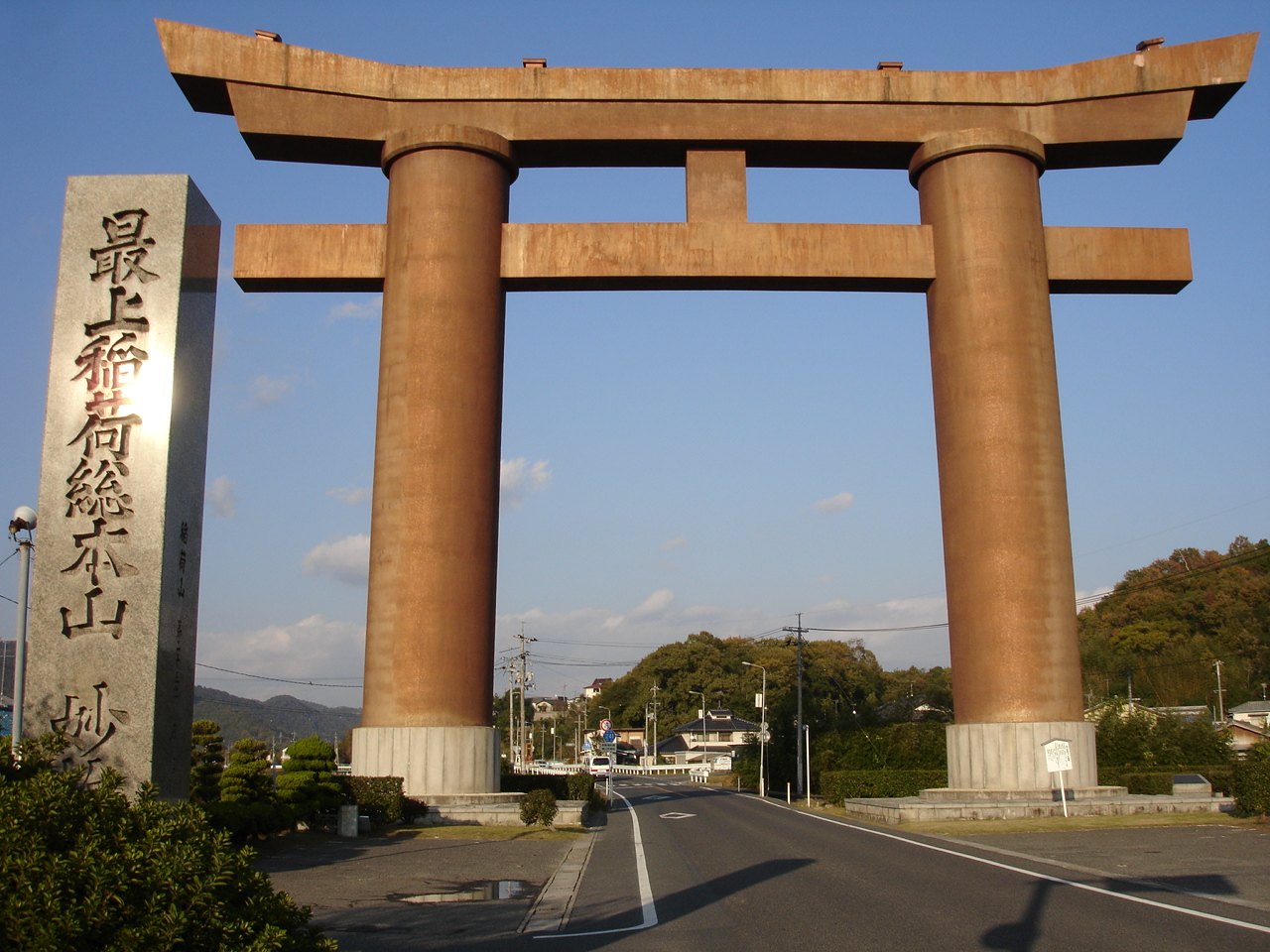
最上稻荷的大鳥居

## 使用狀況
以下為近年1日平均乘車人次列表：
| 乘車人次變化 | 乘車人次變化    |
| 年度         | 1日平均乘車人次 |
| ------------ | --------------- |
| 1999         | 1,238           |
| 2000         | 1,212           |
| 2001         | 1,213           |
| 2002         | 1,184           |
| 2003         | 1,268           |
| 2004         | 1,262           |
| 2005         | 1,271           |
| 2006         | 1,217           |
| 2007         | 1,202           |
| 2008         | 1,243           |
| 2009         | 1,210           |
| 2010         | 1,245           |
| 2011         | 1,275           |
| 2012         | 1,329           |
| 2013         | 1,327           |
| 2014         | 1,291           |
| 2015         | 1,323           |
| 2016         | 1,312           |
| 2017         | 1,286           |
| 2018         | 1,292           |

## 相鄰車站
西日本旅客鐵道（JR西日本）
 桃太郎線（吉備線）
吉備津（JR-U05）－備中高松（JR-U06）－足守（JR-U07）

### 曾經存在的路線
中國鐵道
稻荷山線
備中高松－稻荷山
- 在開通當初的1年之間曾經設有中途停留場，名為平山停留場。

## 注腳
1. ↑  岡山縣統計年報

## 外部連結
- 備中高松｜車站資訊：JR出門網 - 西日本旅客鐵道（日語）